# Pseudophoxinus punicus
Pseudophoxinus punicus är en fiskart som först beskrevs av Pellegrin 1920.  Pseudophoxinus punicus ingår i släktet Pseudophoxinus och familjen karpfiskar. IUCN kategoriserar arten globalt som starkt hotad. Inga underarter finns listade i Catalogue of Life.